# Oligonychus brevipilosus
Oligonychus brevipilosus är en spindeldjursart som först beskrevs av Zacher 1932.  Oligonychus brevipilosus ingår i släktet Oligonychus och familjen Tetranychidae. Inga underarter finns listade i Catalogue of Life.